# Каюкин, Михаил Иванович
Михаил Иванович Каюкин (24 сентября 1918, Курганский уезд, Тобольская губерния — 7 апреля 1965, Свердловск) — участник Великой Отечественной войны, Герой Советского Союза (1945), гвардии майор. После войны работал на руководящих должностях государственных учреждений.

## Биография
Михаил Иванович Каюкин родился 24 сентября 1918 года в крестьянской семье в деревне Белая (Беленькое) Лапушинской волости Курганского уезда Тобольской губернии. В то время территория губернии находилась под контролем Сибирской республики. Ныне деревня не существует; деревня Белое Лапушинского сельсовета Мокроусовского района исключена 30 мая 2000 года. Территория деревни находится в Мокроусовском муниципальном округе Курганской области.
28 октября 1930 года его отец, Иван Иванович Каюкин (1907—1933), дядя Павел Иванович Каюкин (1899—?) и Андрей Иванович Каюкин (1902—?) были арестованы по обвинению в контрреволюционной деятельности. 4 марта 1931 года приговорены по пп. 8, 10 статьи 58 УК РСФСР к высылке с семьей по 2 категории, как как кулаки.
В 1933 году окончил семилетнюю школу и в связи со смертью отца выехал к старшему брату в город Омск. Окончив в 1937 году Омский педагогический техникум, педагог . Работал учителем истории в школах Азовского и Марьяновского районов Омской области.
В 1940 году Каюкин призван на службу в Рабоче-крестьянскую Красную Армию Марьяновским РВК Омской области. Ускоренным курсом окончил Томское артиллерийское училище. С июля 1941 года — на фронтах Великой Отечественной войны. Принимал участие в боях на Западном, Центральном и 1-м Украинском фронтах, три раза был тяжело ранен.
В 1942 году вступил в ВКП(б), в 1952 году партия переименована в КПСС.
К январю 1945 года гвардии майор Михаил Каюкин командовал дивизионом 34-го гвардейского артиллерийского полка 6-й гвардейской стрелковой дивизии 13-й армии 1-го Украинского фронта. Отличился во время форсирования Одера.
26—29 января 1945 года дивизион Каюкина одним из первых переправился через Одер в районе города Штейнау (ныне — Сцинава, Польша) и принял активное участие в боях за плацдарм на его западном берегу. Артиллеристы Каюкина в течение трёх суток успешно отражали немецкие контратаки, нанеся противнику большие потери в боевой технике и живой силе.
Указом Президиума Верховного Совета СССР от 10 апреля 1945 года гвардии майор Михаил Каюкин был удостоен высокого звания Героя Советского Союза с вручением ордена Ленина и медали «Золотая Звезда».
В сентябре 1945 года уволен в запас. Проживал в Омске и Свердловске, находился на руководящих должностях в государственных учреждениях.
Михаил Иванович Каюкин скоропостижно скончался 7 апреля 1965 года. Похоронен на Сибирском кладбище Октябрьского района города Свердловска Свердловской области, ныне город  Екатеринбург той же области.
Каюкины реабилитированы Курганской облпрокуратурой 29 июня 1989 года.

## Награды
- Герой Советского Союза, 10 апреля 1945 года[5][6][7]
  - Орден Ленина
  - Медаль «Золотая Звезда» № 4818
- Орден Александра Невского, 19 августа 1944 года[8]
- Орден Отечественной войны II степени, 3 ноября 1943 года[9]
- Орден Красной Звезды, 21 августа 1943 года[10]
- Медаль «За отвагу», 7 октября 1942 года[11][12]
- Медаль «За победу над Германией в Великой Отечественной войне 1941—1945 гг.», 1945 год.

## Память
- Улица Каюкина в селе Лапушки Мокроусовского муниципального округа Курганской области[13].
- Мемориальная доска, установлена в июне 2019 года на здании Лапушинского сельского дома культуры, село Лапушки, ул. Дружбы 10 — 55°42′38″ с. ш. 66°39′50″ в. д.HGЯO
- Мемориальная доска Каюкину М.И. и Быстрову Николаю Игнатьевичу, установлена на здании Омского педагогического колледжа № 1, где они учились, город Омск, ул. Блюхера, 28 — 55°02′01″ с. ш. 73°17′41″ в. д.HGЯO